# القنب الهندي في ساحل العاج
القنب الهندي في ساحل العاج غير قانوني. ينتج البلد كمية من الحشيش منخفض الجودة للاستهلاك المحلي والإقليمي.

## الزراعة
ازدادت زراعة القنب بشكل كبير في ساحل العاج في أعقاب «أزمة الكاكاو» في 1989-1990 التي عطلت أسعار أحد أكبر صادرات البلاد. يمكن جني نفس الربح الناتج عن 30 هكتارًا من الكاكاو من 0.1 هكتار من القنب الهندي.